# Memento mori
（拉丁語片語，意思為「勿忘你終有一死」）是中世紀西方基督教對必死性之反思的理論及實踐，尤其是作為一種思索塵世之虛幻和一切物質與和世俗工作之短暫的方式。它經常和死亡艺术及类似文學相提並論。「Memento mori」成為了禁慾主義的一條重要戒律，藉此培養超脫和其他美德、將精力轉移到靈魂不死與死後的世界，來完善人格。

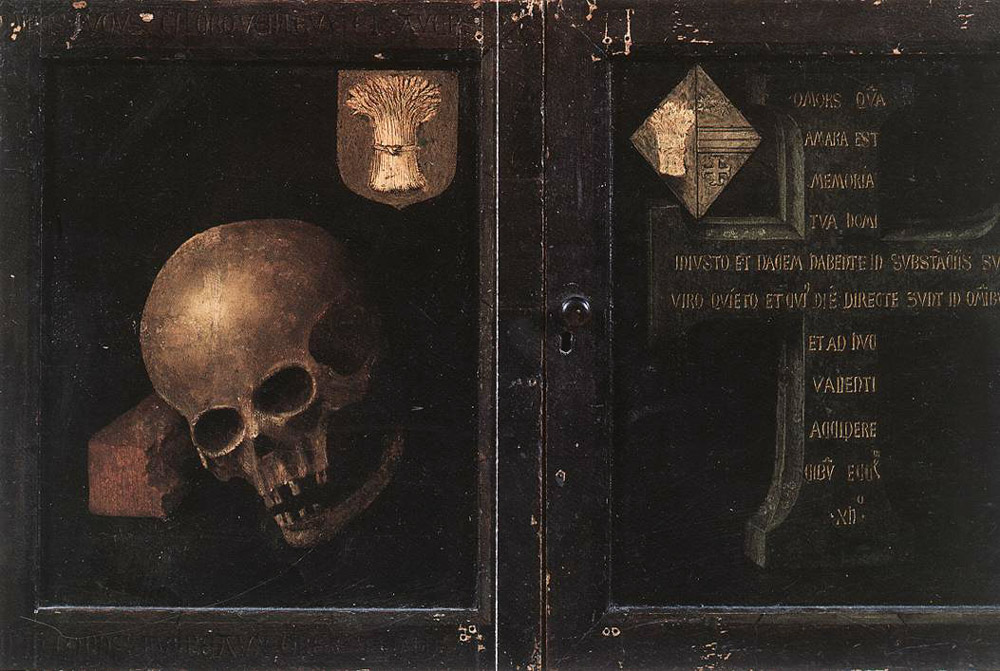
從罗希尔·范德魏登的《布拉克家族的三联画》的外側版可看見陳放於內側版的其主顧的頭骨。骸骨放置在一塊磚石上，象徵其生前的產業和成就。

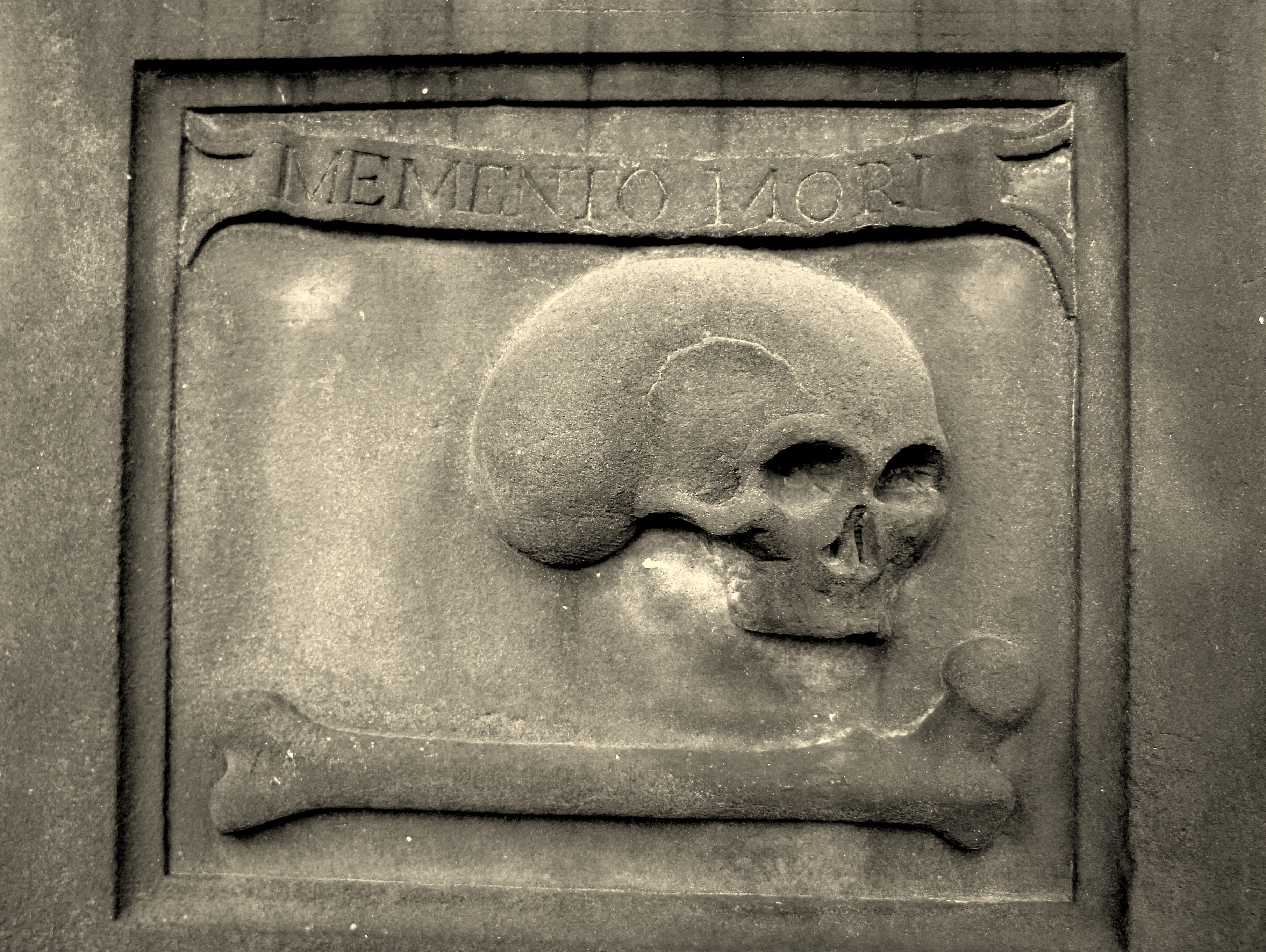
Memento mori. 墓誌銘（1746）. 愛丁堡. 圣卡斯伯特教堂後院.

在藝術中，「memento mori」（死亡象徵）是提醒人固有一死的藝術性和象徵性的話語。在歐洲基督教語境中，「『Memento mori』這一表述隨着基督教的壯大而發展，它強調了天國、地獄，以及死後的靈魂救贖。」

## 翻譯
在拉丁语中，「Memento」是「meminī」的将来祈使式的主动语态的第二人称单数形式，意思是“记住”，通常带有警告的语气“记住！”。「Mori」是异态动词「morior」的现在不定式的主动语态，意思是“死去”。
換言之，其意思為「記住死亡」（remember death）或「記住你會死亡」（remember that you will die）。

## 外部連結
- Apologeticus （页面存档备份，存于）
- Memento mori and vanitas elements in the funerary art at St. John's Co-Cathedral, Valletta, Malta （页面存档备份，存于）, an article on memento mori and ars moriendi appearing in the journal Treasures of Malta, December 2004
- Memento Mori, an article appearing on the website of the Museum of Art and Archaeology
- Several articles on this topic at the Matheson Trust Library. （页面存档备份，存于）